# Saint-Pierre-du-Bû
Saint-Pierre-du-Bû ist eine französische Gemeinde mit 442 Einwohnern (Stand: 1. Januar 2022) im Département Calvados in der Region Normandie. Sie gehört zum Arrondissement Caen und zum Kanton Falaise. 

## Geografie
Saint-Pierre-du-Bû liegt etwa 36 Kilometer südsüdöstlich von Caen. Umgeben wird Saint-Pierre-du-Bû von den Nachbargemeinden Falaise im Norden, La Hoguette im Osten, Cordey im Süden sowie Saint-Martin-de-Mieux im Westen und Nordwesten.

## Bevölkerungsentwicklung
| Jahr                       | 1962 | 1968 | 1975 | 1982 | 1990 | 1999 | 2006 | 2019 |
| Einwohner                  | 251  | 238  | 207  | 242  | 335  | 412  | 440  | 475  |
| Quellen: Cassini und INSEE |      |      |      |      |      |      |      |      |

## Sehenswürdigkeiten
- Kirche Saint-Pierre
- Herrenhaus aus dem 17. Jahrhundert

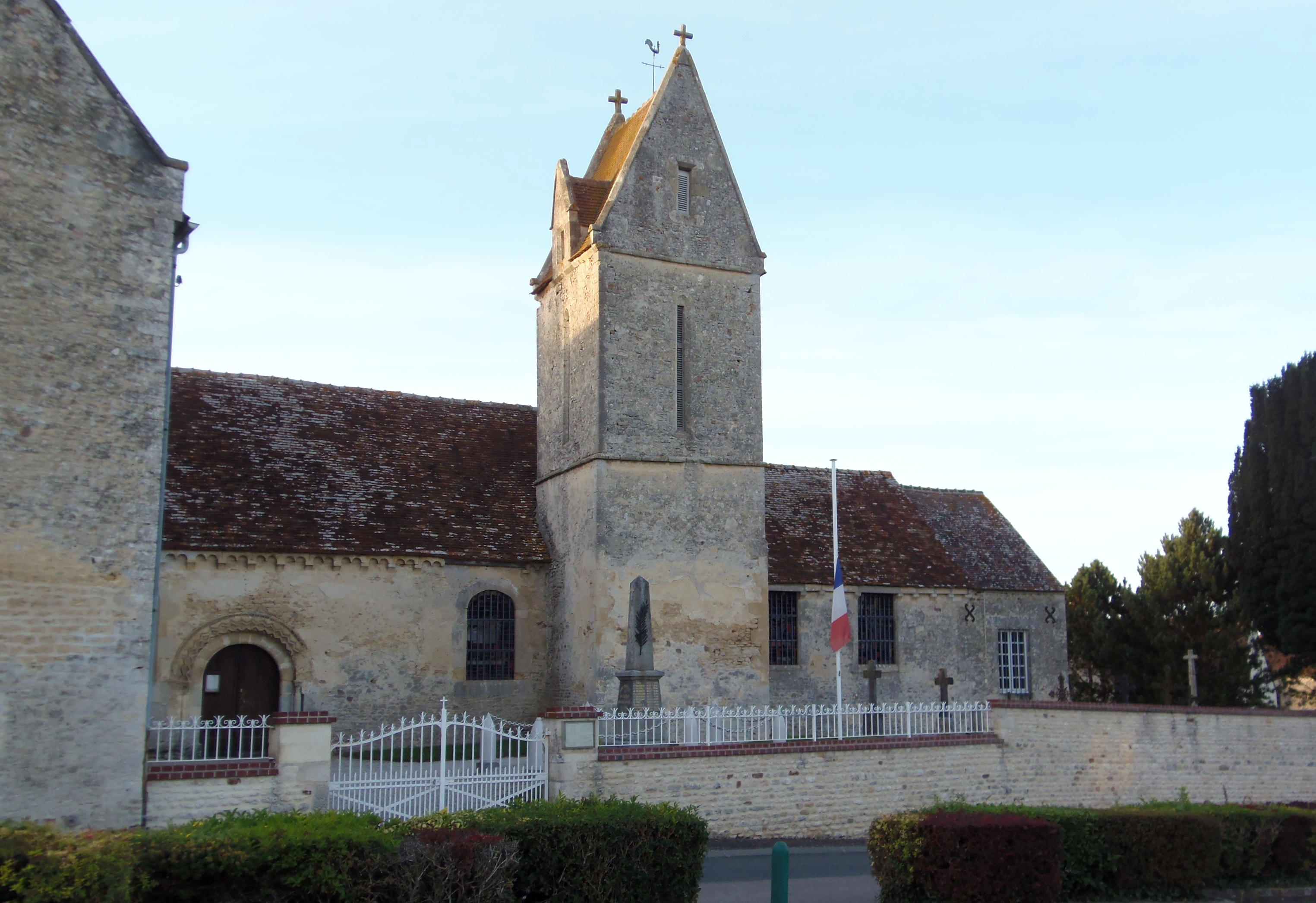
Kirche Saint-Pierre